# Tradition nativiste correllienne
La tradition nativiste correllienne, également connue sous le nom de wicca correllienne, est une tradition du néopaganisme. 
Le terme de wicca utilisé par ses adeptes est contesté par certains pratiquants des autres branches wicanes.  
Elle a été fondée par Orpheis Caroline High-Correll, une Américaine pratiquant la voyance, qui déclare avoir des dons de guérisseur spirituel, et être herboriste. Elle déclare être métisse, ayant reçu sa culture occulte de son père cherokee Didanvwisgi (homme-médecine) et de sa mère, traditionnelle sorcière écossaise, qui aurait été influencée par la tradition des sorcières d'Aradia et l'église du spiritisme. 
Le lancement de la tradition, connu originellement sous le nom de Temple de la Mère Correll, a été créé à Danville dans l'Illinois, le 4 septembre 1879. Sa fondatrice garde la tête de l'église jusqu'à sa mort en 1940. 

## Histoire générale
- En 1970,sous l'administration de la première prêtresse Laveda High-Correll, la tradition  adopte la tendance à l'éclectisme et à l'univerlisme caractéristique des autres traditions Wiccane.

- En 1990, cette tradition est reconnue comme une branche de la Wicca.

- Le nom de Tradition Nativiste est donné par Caroline Orpheis ,

## Histoire récente
En 2006, la tradition se divise en deux :
- l'Église internationale nativiste correllienne (Correllian Nativist Church International), dirigée par le chancelier Davron Michaels (Alias David "Stinky" Morrell), qui réside à Loudonville, New York, et est bien connu comme sataniste
- le Temple de la Mère Correll (Correll Mother Temple') dirigé par Krystel High-Correll et le chancelier Don Lewis High-Correll le temple est basé à Danville.

Le Temple de la Mère Correll, sous la houlette de Don et Krystel (depuis 1979), la tradition cherche à élargir son rayon d'action, et commence un programme d'étude, en cours, qui a déjà abouti à la cocréation du site internet de la Witch School avec Ed Hubbard de « Psychic Services Incorporated » en 2001.
La WitchSchool est depuis devenue une entité indépendante multi-tradition qui est cogérée séparément par Don Lewis High-Correll et Hubbard.

## Temple de la Mère Correll
La Wicca Correllienne est différente des autres traditions wiccanes.
La Tradition Nativiste Correllienne a une structure hiérarchique bien plus complexe que les autres traditions, puisque la branche principale  est régie par la « Première Prêtresse » et le « Premier Prêtre » qui sont les descendants du fondateur. 
Le Temple de la Mère Correll, basé à Danville, mais régi par la Chancellerie Correllienne à Salem (Massachusetts, États-Unis), prétend à la gouvernance sur tous les temples, sanctuaires witan, proto-temples et sanctuaires de la tradition, y compris de nombreux sanctuaires personnels et groupes d'étude gérés par des membres hors-prêtrise. 
Les chefs des temples, sanctuaires witan, proto-temples et sanctuaires formels forment le Conseil Witan, qui discute et vote sur toute question relative à la tradition.

## Controverse
Certains pratiquants de la religion wicanne contestent le statut de wicca de la tradition, pour des raisons liées à l'historique et l'origine  du savoir occulte de sa fondatrice.